# Lamporecchio
Lamporecchio ist eine italienische Gemeinde mit 7401 Einwohnern (Stand 31. Dezember 2023) in der Provinz Pistoia, in der Region Toskana. Die Nachbargemeinden sind Cerreto Guidi (FI), Larciano, Quarrata, Serravalle Pistoiese und Vinci (FI).

## Bevölkerungsentwicklung

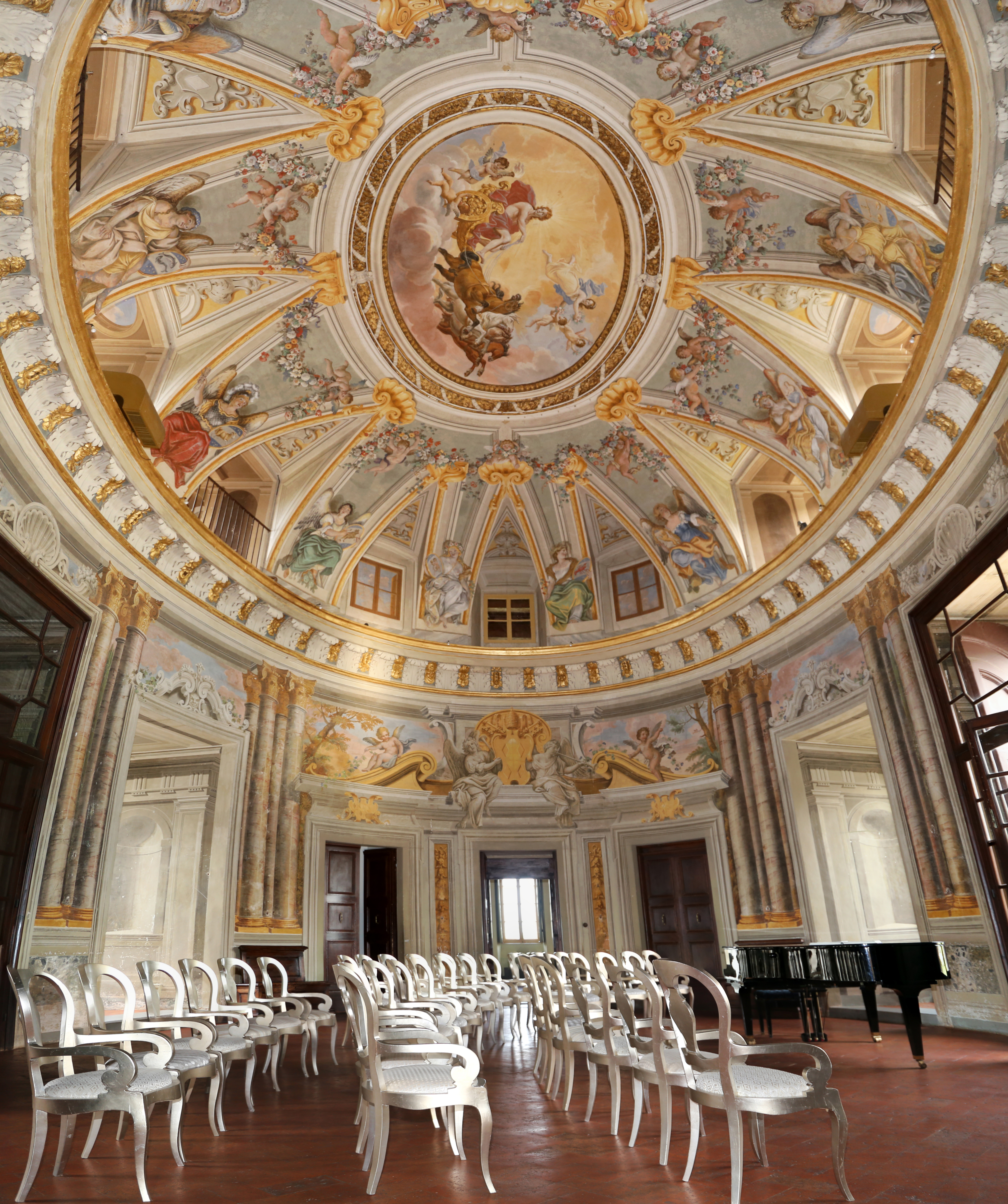
Festsaal der Villa Rospigliosi

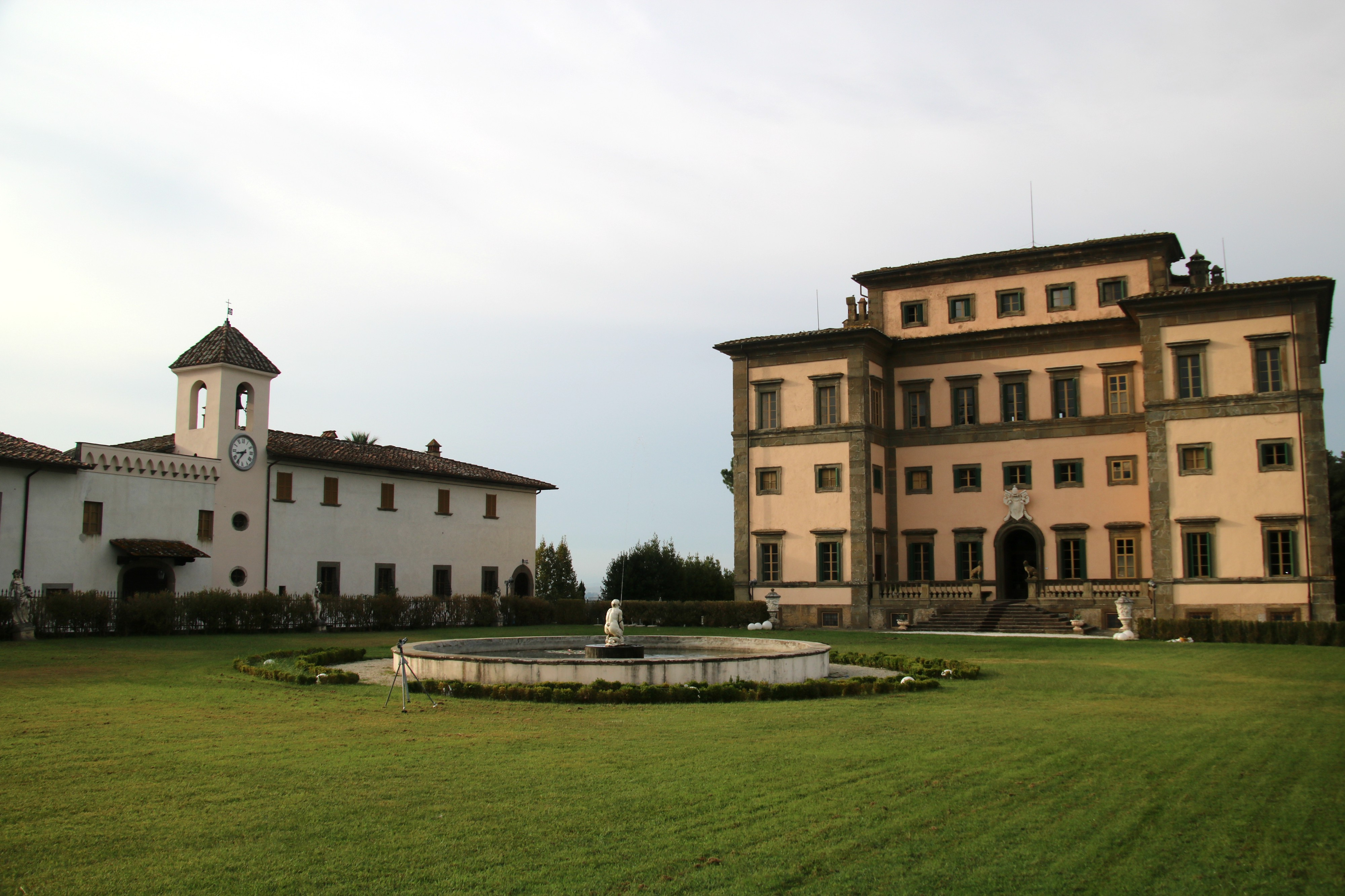
Villa Rospigliosi, Sehenswürdigkeit der Gemeinde im Ortsteil Spicchio

## Söhne und Töchter der Gemeinde
- Francesco Berni (1497/98–1536), Dichter
- Tiziano Dorandi (* 1954), Gräzist und Papyrologe